# Ctenomys azarae
El tuco-tuco pampeano o tuco-tuco de Azara (Ctenomys azarae) es una especie de roedor del género Ctenomys de la familia Ctenomyidae. Habita en el centro del Cono Sur de Sudamérica.

## Taxonomía
Esta especie fue descrita originalmente en el año 1903 por el zoólogo británico Oldfield Thomas.
Localidad tipo
La localidad tipo referida originalmente fue: “Sapucay, Paraguay”, pero el mismo autor la corrigió a: “780 kilómetros al sudoeste de Buenos Aires (37°45'S 65°W)”. Esto corresponde aproximadamente a: “General Acha, La Pampa, Argentina”.
Etimología
El término específico es un epónimo que refiere al apellido de la persona a quien le fue dedicada, el militar, ingeniero, explorador, cartógrafo, antropólogo, humanista y naturalista español Félix de Azara. 
Caracterización y relaciones filogenéticas
En el año 1961 Cabrera la sinonimizó con Ctenomys mendocinus, sin embargo, posteriormente otros autores la elevaron nuevamente a especie plena.

## Distribución geográfica y hábitat
Esta especie es endémica del centro de la provincia de La Pampa, en el centro de la Argentina.